# Eduardo Francisco Pironio
Eduardo Francisco Pironio (3 de desembre de 1920 – 5 de febrer de 1998) va ser un cardenal de l'Església catòlica (el sisè argentí en ser-ho, i el primer llatinoamericà en ocupar un càrrec a la Cúria Pontifícia en el moment de la seva creació cardenalícia). El teòleg argentí Juan Carlos Scannone ubica les elaboracions teològiques de Pironio com una de les quatre branques de la teologia de l'alliberament, denominant-la "Teologia de l'Alliberament des de la Praxi Pastoral".
Va ser declarat servent de Déu per l'Església Catòlica el 23 de juny de 2006.

## Biografia
Eduardo Francisco Pironio va néixer a Nueve de Julio, (província de Buenos Aires, el 3 de desembre de 1920, sent el vint-i-dosè fill d'un matrimoni d'immigrants italians, Giuseppe Pironio i Enrica Rosa Buttazzoni, provenientes originaris de Friuli.
| «                 | Si hagués de parlar de la meva vida, començaria per la meva família, i en particular, per la meva mare, que va ser una dona senzilla però de fe profunda. Sóc el vint-i-dosè fill, el darrer nascut, i haig de reconèixer que en aquesta història hi ha quelcom de miraculós. Els meus pares eren italians. Quan va néixer el primer fill, la meva mare només tenia 18 anys i es posà greument malalta. Durant sis mesos va estar al llit, sense poder-se moure. Quan es recuperà els metges li van dir que no podria tenir més fills, car la seva vida correria un greu risc. en no saber què fer, la meva mare va anar a consultar el bisbe auxiliar de La Plata, qui la tranquil·litzà i celebrà una missa demanant protecció Més tard donà llum a 21 fills, jo en sóc el darrer. Però el millor no acaba aquí, ja que després que fos nomenat bisbe auxiliar de La Plata, precisament en el càrrec d'aquell que havia beneït la meva mare. El dia de la meva ordenació episcopal l'arquebisbe em regalà la creu pectoral d'aquell bisbe, sense saber la història que hi havia al darrere. Quan li vaig revelar que devia la vida al propietari d'aquella creu, plorà. | » |
| — Eduardo Pironio | |   |

La seva vocació religiosa va ser incentivada per la seva mare i, als 18 anys, ingressà al seminari San José de La Plata. Amb 23 anys va ser ordenat prevere a la basílica de la Mare de Déu de Lujàn el 5 de desembre de 1943 pel bisbe de Mercedes Anunciado Serafini i passà a dedicar-se a fer de docent al Seminari Pius XII de Mercedes a la província de Buenos Aires. Durant 15 anys es dedicaria a la formació de futurs sacerdots.
Entre 1953 i 1955 cursà la llicenciatura en teologia per la Universitat Pontifícia de Sant Tomàs d'Aquino de Roma. La seva tesi versà sobre la «La Paternitat Divina als escrits de Dom Columba Marmion».
En retornar a l'Argentina, continuà la seva tasca com a formador als seminaris de Mercedes i La Plata, fins al seu nomenament com a vicari general. El 8 de desembre de 1958 fundà l'Institut Secular «Missioneres de Jesucrist Sacerdot» a Mercedes, amb la consagració de les tes primeres missioneres.
A partir de 1960 va ser rector i professor del Seminari Metropolità de Villa Devoto a l'Arquebisbat de Buenos Aires i, simultàniament, va ser membre i degà de la Facultat de Teologia de la Universitat Catòlica Argentina, càrrecs que ocupà fins al 1963. Aquell any va passar a ser Visitador Apostòlic a les universitats catòliques de l'Argentina. El Papa Joan XXIII el designà per participar en la segona sessió del Concili Vaticà II en qualitat de pèrit.

### Bisbe
El 24 de març de 1964 va ser designat bisbe titular de Ceciri i bisbe auxiliar de La Plata. Va ser consagrat bisbe el 31 de maig següent a la basílica de Nostra Senyora de Lujan. Va escollir com a lema «Cristo entre vosotros, la esperanza de la gloria»,, un verset de l'epístola als Colossencs La qüestió de l'esperança estaria present de forma contínua en la seva predicació i els seus escrits.
Pironio participà com a Pare conciliar a les sessions Tercera i Quarta del Concili Vaticà II. Desenvoluparia el seu ministeri com a bisbe auxiliar de La Plata durant tres anys. El 2 de desembre de 1967 Jerónimo Podestá deixà el seu càrrec com a bisbe d'Avellaneda i es nomenà a Pironio com a administrador apostòlic d'aquesta diòcesi fins a la designació del seu successor, Antonio Quarracino, el 3 d'agost de 1968. Pironio també va ser escollit Assessor Nacional de l'Acció Catòlica Argentina, càrrec que ocupà durant tres anys.
El 19 d'abril de 1972, Eduardo Pironio va ser designat bisbe de Mar de Plata, sent entronitzat el 26 de maig. Allà va desenvolupar el seu treball episcopal més destacat, tot i que també més dolorós a causa de les amenaces de mort que va rebre.
Va treballar al Consell Episcopal Llatinoamericà (CELAM) durant molts anys, primer com a secretari general (1967-1972) i després com a president des de novembre de 1972. Això el posà en posició d'oficiar de secretari general a la II Conferència General de l'Episcopat Llatinoamericà a Medellín (24 d'agost a 6 de setembre de 1968), caracteritzat pel seu emfàtic compromís pels pobres i oprimits d'Amèrica Llatina. Més tard participà en la III i a la IV Conferències, que van celebrar-se a Puebla (1979) i a Santo Domingo (1992), respectivament.

### Teologia de l'Alliberament
vegeu també: Teologia de l'Alliberament
Pironio, com gran part de l'Església llatinoamericana, s'adherí i desenvolupà els principis de la teologia de l'alliberament, apareguda a Medellín, de la que va ser un dels fundadors. Juan Carlos Scannone ubica les elaboracions teològiques de Pironio com una de les quatre branques d'aquest pensament, anomenant-la "Teologia de l'Alliberament des de la Praxi Pastoral". El mateix Scannone sintetitza la teologia de Pironio amb aquestes paraules:
| « | Aquesta teologia accentua el caràcter integral i evangèlic de l'alliberament, enfocant-la preferentment des d'una perspectiva bíblica i eclesial. "Adopta el llenguatge alliberador, però insisteix en els seus fonaments bíblics i d'espiritualitat, sense entrar directament a reflexionar els aspectes polítics" (cfr. E Pironio). Tot i que no adopta la mediació socioanalítica, sinó l'ètica-antropològica, no deixa de tenir en compte en el seu discurs teològic algunes dades estadístiques aportades per les ciències socials. Respecte als tres nivells del terme "alliberament", accentua més l'especificat d'ells que la seva unitat. La seva òptica coincideix amb la d'una part de l'episcopat llatinoamericà i tendeix a tenir menys en compte l'explicitació teològica de la praxi alliberadora pròpia dels laics, els quals per la seva missió es comprometen més amb la política. | » |

### Clima de violència i amenaces a Pironio
A mitjans de la dècada de 1970, existia a l'Argentina una marcada convulsió política i social, representada per la darrera etapa del govern constitucional de María Estela Martínez de Perón i l'inici de la darrera dictadura militar. El 1976. La popularitat de Pironio havia augmentat i, en aquell marc d'inseguretat, el bisbe i persones del seu cercle van rebre acusacions i amenaces. Es desconeix l'origen de les amenaces de mort cap el cardenal. Des de distints sectors s'associà els agressors amb les forces paramilitars conegudes com la Triple A i organitzacions d'ultra dreta o, alternativament, amb organitzacions guerrilleres com ara Montoneros o amb l'ERP, que no s'identificaven amb el magisteri de conciliació de l'Església.
| «                | La seva vida corria perill en aquella època. Poc abans del cop militar del 1976, va ser amenaçat de mort en reiterades ocasions. Després que apareguessin pintades en alguns edificis, col·legis catòlics i als murs de la catedral de Mar del Plata amb la inscripció «Pironio Montonero», va haver de desallotjar l'edifici de l'arquebisbat per amenaces de bomba concretes. La seva prèdica compromesa amb l'Església llatinoamericana li valgué el malnom de comunista, emprat per part dels mateixos sectors polítics i militars que havien assassinat el pare Carlos Mugica el 1974, el seu deixeble espiritual i amic. | » |
| — Primo Corbelli | |   |

El 9 de maig de 1975 va ser segrestada la degana de la Universitat Catòlica de Mar de Plata, María del Carmen Maggi, molt propera al bisbe, com a missatge intimidatori cap a ell. Per a Pironio, aquesta va ser «una espina molt dolorosa que el ferí molt. » El cos d'aquesta jove professora va aparèixer un any després, el 23 de març de 1976, el dia anterior al cop d'estat de 1976, i encara avui es desconeix l'autoria del seu assassinat.
El 1975 el govern de María Estela Martínez de Perón va oferir-li donar-li custòdia personal, oferta que rebutjà argumentant: 
| «                 | No puc acceptar això. Primer, perquè confio en la protecció de Déu. Segon, perquè considero inacceptable que un bisbe desenvolupi la seva tasca envoltat de guardaespatlles. En tercer lloc, perquè poden atemptar i no només matar-me a mi, sinó també matar un custodi, i la seva vida val tant com la meva. | » |
| — Eduardo Pironio | |   |

Com a conseqüència d'aquestes amenaces, la Santa Seu decidí traslladar-lo el 1975 a Roma.

### Cardenal i final del pontificat de Pau VI
El 20 de setembre de 1975 Pironio va ser nomenat arquebisbe titular de Thiges i pro-prefecte de la Congregació per als Instituts de Vida Consagrada i Societats de Vida Apostòlica. El papa Pau VI l'elevà al Col·legi de Cardenals al consistori del 24 de maig de 1976, atorgant-li el títol de cardenal diaca de Sant Cosme i Sant Damià.
Tres dies més tard, el 29 de maig de 1976, va ser designat prefecte de la mateixa congregació, càrrec que ocuparia fins al 8 d'abril de 1984. Des d'allà catalitzà els canvis que les diverses congregacions i instituts de vida consagrada van haver de realitzar a la llum del Concili Vaticà II. Pau VI va tenir una gran empatia amb Pironio, fent-lo el seu confessor personal.
Tant al conclave d'agost de 1978, després de la mort de Pau VI, com en el d'octubre següent, després de la mort de Joan Pau I, va ser considerat com un papabile.

### Pironio durant el pontificat de Joan Pau II
Joan Pau II el designà president del Consell pontifici per als Laics al 1984, càrrec que ocupà fins al 1996.
Molt amic del bisbe salvadoreny Óscar Arnulfo Romero i del prepòsit general dels jesuïtes Pedro Arrupe, els vaticanistes consideraren Pironio com a part del sector progressista i estimaren que la seva designació al capdavant del dicasteri dels laics hauria significat per a ell un virtual desterrament.
Segons el cardenal Camillo Ruini, vicari de Roma, Pironio va dir en una entrevista al 1995 «Em semblava haver retrocedit a un càrrec de sèrie B», en relació al seu nomenament per Joan Pau II al 1984 com a president del Consell Pontifici per als Laics, però més tard s'hauria adonat que havia estat una promoció, «car els laics són la majoria del poble de Déu».
Durant el govern dictatorial del general Jorge Rafael Videla, Pironio visità sovint l'Argentina, tot i que no acceptà rebre familiars de les víctimes de la repressió ni a organitzacions de drets humans. Sí que va entrevistar-se en diverses ocasions amb el general Videla. En visitar Mar del Plata, el 2 de setembre de 1979, expressà:
| «                 | Ara a Europa es comprèn millor l'Argentina […] Hi ha qui sempre busca el negatiu […] però el rostre de l'Argentina es ve molt positivament. | » |
| — Eduardo Pironio | |   |

Malgrat això, un dels biògrafs de Joan Pau II senyalà que va ser Pironio i el Secretari d'Estat Agostino Casaroli els qui afavoriren una definició clara del Vaticà vers el drama de «los desaparecidos».
Joan Pau II, que havia esdevingut papa el 16 d'octubre de 1978, es trobava davant d'una disjuntiva: si feia una declaració en contra del règim militar argenti, corria el risc de posar en perill la mediació papal al conflicte de Beagle per evitar la guerra entre Argentina i Xile. Finalment, es considerà que la defensa de la vida era prioritària i, a l'Àngelus del 28 d'octubre de 1979, el Papa parlà públicament del tema:
| «             | Així, en ocasió de les trobades amb pelegrins i bisbes d'Amèrica Llatina, en especial de l'Argentina i de Xile, es recorda sovint el drama de les persones perdudes o desaparegudes […] Demanem que s'acceleri l'anunciada definició de les posicions dels empresonats i que es mantingui un compromís rigorós de tutelar, en cada circumstància en què es demani, l'observança de les lleis, el respecte ver la persona física i moral, fins i tot dels culpables o indicats d'infraccions […] En el context d'aquestes diverses i doloroses notícies que arriben de diferents parts del món, se'm presenta davant dels ulls el no llunyà encontre amb els representants de l'Organització de les Nacions Unides, el 2 del corrent mes d'octubre. Vull recordar les paraules que llavors vaig dir sobre el tema dels drets fonamentals i inviolables de l'home, com a condició indispensable per a la pau, tant a tot el món, com a l'interior de cadascun dels països i comunitats de pobles. El camí real, el camí fonamental que condueix a la pau «passa a través de cada home, a través de la definició, el reconeixement i el respecte dels drets inalienables de les persones i de les comunitats dels pobles.» | » |
| — Joan Pau II | |   |

### Cofundador de les JMJ
Com a president del Consell Pontifici per als Laics, Eduardo Pironio realitzà la proposta d'instituir les Jornades Mundials de la Joventut (JMJ), de les quals se'l considera co-fundador. El cardenal Pironio va ser el responsable d'aquestes jornades, i acompanyà el Papa Joan Pau II a Buenos Aires (1987), Santiago de Compostel·la (1989), Częstochowa (1991), Denver (1993) i Manila (1995).
Joan Pau II recordà la gran aportació que va fer el cardenal Pironio a les JMJ a la missa del seu funeral, el 7 de febrer de 1998:
| «             | Com oblidar la gran aportació que donà a les celebracions de les Jornades Mundials de la Joventut? Voldira donar gràcies públicament aquí a aquest germà nostre, que m'ajudà molt en l'exercici del meu ministeri petri. | » |
| — Joan Pau II | |   |

El 1987 optà per l'orde de cardenal prevere, i la seva diaconia va ser elevada a títol pro illa vice. Al 1995 va ser promogut a cardenal bisbe de Sabina-Poggio Mirteto. Pironio participà en tots els Sínodes de Bisbes, ordinaris i extraordinaris.
En el moment del seu traspàs al 1998, el cardenal Pironio era membre del Consell de la Segona Secció de la Secretaria d'Estat, de la Congregació per a les Esglésies Orientals, de la Congregació per a les Causes dels Sants, de la Congregació per als Bisbes, de la Congregació per a l'Evangelització dels Pobles, de la Congregació per a l'Educació Catòlica, del Consell Pontifici per als Textos Legislatius i de la Comissió Pontifícia per a l'Amèrica Llatina.

### Mort i procés de beatificació
El cardenal Pironio va morir a la Ciutat del Vaticà el 5 de febrer de 1998 a causa d'un càncer d'ossos molt dolorós, que el va mantenir prostrat els darrers cinc mesos de la seva vida, però que ja l'havia afectat durant anys. Amb gran enteresa davant el patiment, va romandre lúcid fins al final. Joan Pau II va dir als seu funeral, celebrat a la basílica de Sant Pere, que «va ser un testimoni de la fe valenta que sap confiar en Déu».
Donada la seva posició i influència a la Santa Seu, a l'orientació que donà a diverses Congregacions vaticanes, al seu enorme prestigi (tant al Vaticà com a l'Argentina), a la seva tasca amb els joves de tot el món (va ser un dels grans impulsors de les primeres versions de la Jornada Mundial de la Joventut) i a la seva presumpta proximitat a la successió de Pau VI i de Joan Pau I, que alguns mitjans el consideraren en el moment de la seva mort com «l'eclesiàstic argentí més destacat de la Història.»
Les seves restes van ser repatriades a l'Argentina i reposen a la basílica de la Mare de Déu de Lujan, al costat de l'altar del Sagrat Cor de Jesús.

## Reconeixement
Va ser declarat «Servent de Déu» pel Papa Benet XVI el 23 de juny de 2006, iniciant-se el procés de la seva beatificació. Beatriz Buzzetti Thomson, vicepostuladora de la causa, procedí des de 2008 a la investigació de la curació complerta d'un nen de 15 anys que havia salvat la vida sense cap seqüela, després d'una intoxicació amb purpurina.

## Obres publicadas
- Iglesia-Pueblo de Dios. Bogotá: Ed. Paulinas, 1970
- Escritos pastorales. Madrid: BAC, 1973
- Meditaciones para Semana Santa: la luz, el agua, el pan. Buenos Aires: Editora Patria Grande, 1974.
- El Hombre Nuevo en América latina. Buenos Aires: Editora Patria Grande, 1974.
- Preparando la Pascua. Buenos Aires: Editora Patria Grande, 1975
- La Iglesia en América latina: escritos pastorales marplatenses I. Buenos Aires: Editora Patria Grande, 1976
- En el Espíritu de Medellín: escritos pastorales marplatenses II. Buenos Aires: Editora Patria Grande,1976
- Tiempo de esperanza: escritos pastorales marplatenses III. Buenos Aires: Editora Patria Grande, 1976
- Alegría Cristiana: escritos pastorales marplatenses IV. Buenos Aires: Editora Patria Grande, 1976
- Pascua de la Reconciliación. Buenos Aires: Editora Patria Grande, 1976
- Evangelización y Liberación. Buenos Aires: Editora Patria Grande, 1976
- Meditación para tiempos difíciles. Buenos Aires: Editora Patria Grande, 1976 y 2004
- Los jóvenes y la vida religiosa. Madrid: Instituto Teológico de Vida Religiosa, 1976
- Vida Consagrada. Buenos Aires: Editora Patria Grande, 1977
- Alegres en la Esperanza. Madrid: Ed. Paulinas, 1978
- Responsabilidades eclesiales y sociales de los religiosos. Madrid: Instituto Teológico de Vida Religiosa, 1978
- Meditaçoes para tempos difíceis. Sāo Paulo: Ed. Loyola, 1979
- Meditaçoes para a Semana Santa. Sāo Paulo: Ed. Loyola, 1979
- Alegria Cristā. Sāo Paulo: Ed. Loyola, 1979
- Evangelizaçao e Libertaçao. Sāo Paulo: Ed. Loyola, 1979
- Vida Consagrada. Sāo Paulo: Ed. Loyola, 1979
- O Homen Novo na América latina. Sāo Paulo: Ed. Loyola, 1979
- Religiosos en una sociedad laica. Madrid: Instituto Teológico de Vida Religiosa, 1979
- María y los pobres. Buenos Aires: Editora Patria Grande, 1980
- Pobreza y Esperanza en María. Madrid: Narcea Ediciones, 1980
- María y la vida religiosa. Buenos Aires: CAR, 1980
- Queremos ver a Jesús. Madrid: BAC, 1980
- De Pablo VI a Juan Pablo II. Buenos Aires: Editora Patria Grande, 1981
- Preparing for Easter. Boston: Daughters of St. Paul, 1982
- Consagrados en la Iglesia. Madrid: Instituto Teológico de Vida Religiosa, 1984
- Un camino de esperanza con María. Madrid: Instituto Teológico de Vida Religiosa, 1984
- El Padre nos espera. Madrid: Instituto Teológico de Vida Religiosa, 1985
- Diálogo con laicos. Buenos Aires: Editora Patria Grande, 1986
- La humilde servidora del Señor. Madrid: Instituto Teológico de Vida Religiosa, 1986
- María en la vida religiosa: compromiso y fidelidad. Madrid: Instituto Teológico de Vida Religiosa, 1986
- Reflexiones sobre la vida religiosa. Madrid: Instituto Teológico de Vida Religiosa, 1987
- Señor, enséñanos a orar: Oraciones a María. Madrid: Instituto Teológico de Vida Religiosa, 1987
- Algo nuevo está naciendo ¿no lo notáis?. Madrid: EDICE, 1991
- Guiados por el Espíritu. Madrid: Ediciones Claretianas, 1991
- Los evangelizadores, obispos, sacerdotes, diáconos, religiosos, religiosas y laicos. Ciudad de Vaticano: Editrice vaticana, 1996
- Cristo entre nosotros. Madrid: PPC, 1998
- Al servicio del Evangelio. Madrid: PPC, 1999
- Jóvenes amigos míos. Madrid: BAC, 1999